# Операція «Аваланч»

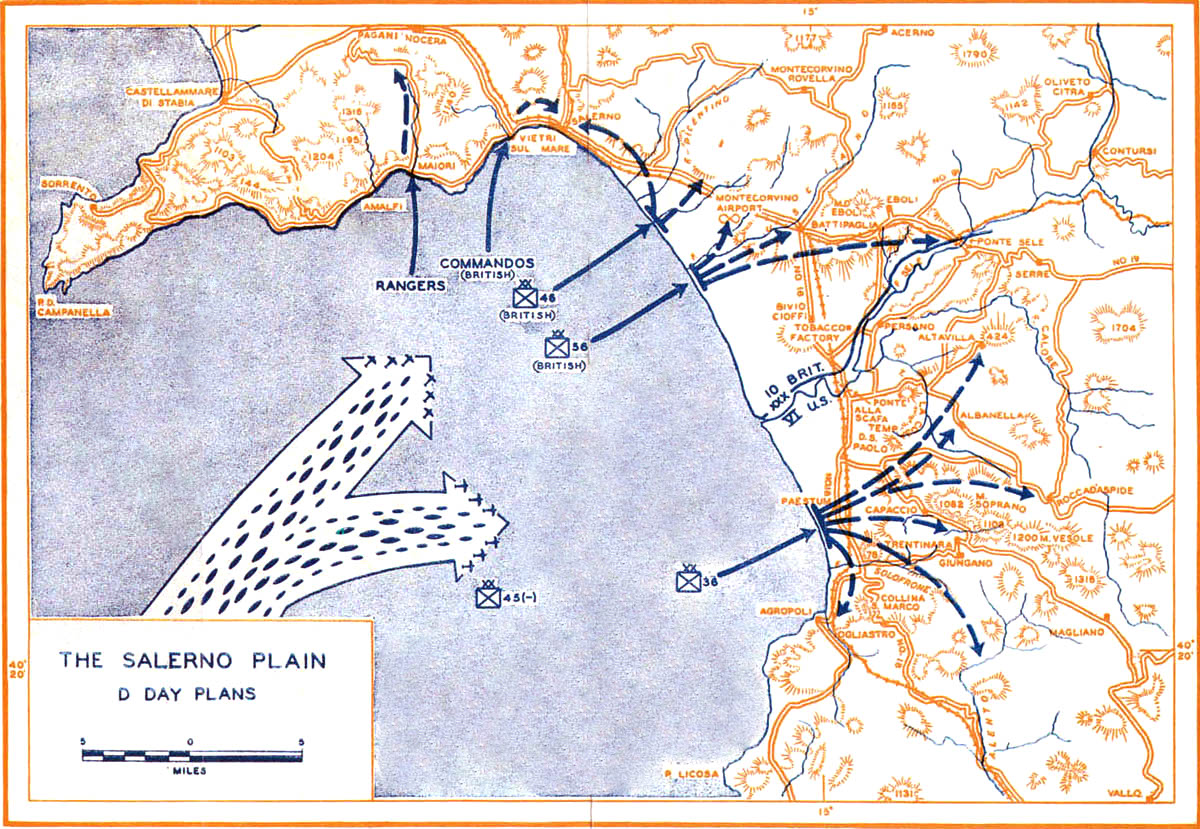
Загальний замисел операції з висадки союзників у районі Салерно під час вторгнення західних союзників до континентальної Італії

Операція «Аваланч» (англ. Operation Avalanche; італ. Sbarco a Salerno) — морська десантна операція, що проводилася з 9 вересня по 16 вересня 1943 року військами союзників (США, Велика Британія) з метою висадки морського десанту в районі італійського міста Салерно на узбережжі континентальної Італії під час Другої світової війни. Вище командування союзників мало намір створити важливий плацдарм і звідти швидко зайняти Неаполь з його потужним портом, стратегічно важливим для постачання військ, задіяних на італійському фронті. 5-та американська армія генерал-лейтенанта Марка Кларка висаджувалася на фоні попередньої висадки британського морського десанту 8-ї армії генерала Бернарда Монтгомері, яка 3 вересня висадилася в Реджо-Калабрія. За задумом обидві армії мали разом атакувати німецькі оборонні позиції на лініях Вольтурно та Густава в центральній Італії.
9 вересня 1943 року 5-та американська армія здійснила висадку поблизу Салерно, на відстані близько 50 км північно-західніше Неаполя, з метою завдавання потужного удару по італійсько-німецьких військах на Апеннінському півострові та виведення Італії з війни на стороні країн Осі. Війська генерала Кларка висадилися, долаючи труднощі і сповнені оптимізму, продиктованого капітуляцією Італії. Проте протягом двох днів вони зазнали жорстоких контратак німецьких дивізій 10-ї армії генерал-лейтенанта Генріха фон Фітинггофа, яку фельдмаршал Альберт Кессельрінг (німецький головнокомандувач у Середземному морі) належним чином зосередив на панівних висотах над затокою. Німці, зокрема, використовували великий проміжок між двома армійськими корпусами 5-ї армії, що збігався з річкою Селе, і зуміли глибоко врізатися у плацдарм. Кларк побоювався катастрофи, аж до того, що почав розроблення плану евакуації з плацдарму, але врешті-решт наполегливий англо-американський опір з потужною артилерійською, сухопутною та морською підтримкою, ліквідував загрозу та здолав німецьку протидесантну оборону.
Після десяти днів запеклих боїв союзникам, які зазнали набагато більших втрат, ніж німці, вдалося вирватися з плацдарму 19 вересня та реорганізуватися для наступу до Неаполя, який тим часом уже повстав у ході так званих «Чотирьох днів Неаполя»; американці вступили в місто 1 жовтня 1943 року. У той же час німецька 10-та армія організовано відступила до лінії Вольтурно, розташованій на непроникній території Апеннін на північ від столиці Кампанії, де вона готувалася знову змагатися із союзниками.

## Історія

### Передумови
Після поразки держав Осі в Північній Африці, де в ході операцій «Страйк» і «Вулкан» англо-американські війська примусили 13 травня до капітуляції останні німецькі та італійські сили в Тунісі, між союзниками виникли розбіжності щодо їх подальших дій. Прем'єр-міністр Вінстон Черчилль, зокрема, бажав розпочати вторгнення в Італію, яку в листопаді 1942 року він назвав «м'яким підчеревиком Осі», де народна підтримка війни зменшувалася. Черчилль вважав, що вторгнення призведе до капітуляції Італії, і таким чином знищить сили Осі на Середземноморському театрі. Черчилль вважав, що це повністю відкриє Середземне море для судноплавства союзників і, таким чином, значно зменшить тоннаж дефіцитних судноплавних потужностей, необхідних для постачання збройних сил союзників на Близькому та Далекому Сході, а також дозволить збільшити поставки британської та американської допомоги за ленд-лізом до СРСР. Крім того, Черчилль вважав, що висадка союзників в Італії сковуватиме певні частку німецьких сил, які в іншому випадку були б передислоковані на Східний фронт.

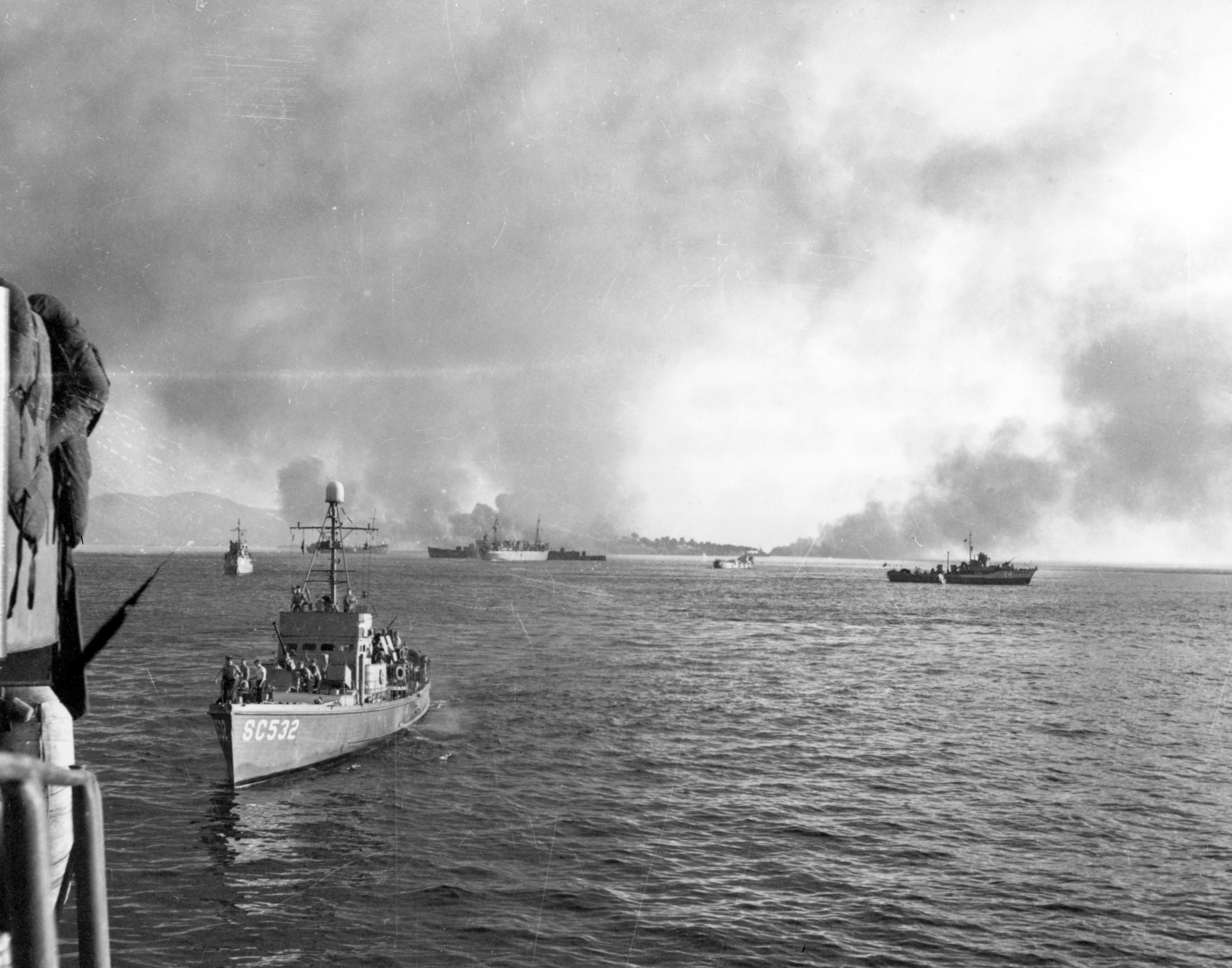
Кораблі союзного флоту під прикриттям димової завіси забезпечують висадку десанту на плацдармі Салерно. 9 вересня 1943

Однак генерал Джордж Маршалл, начальник штабу Армії США, і більшість американського вищого керівництва не хотіли проводити жодних операцій, які могли б затримати вторгнення в Нормандію. Коли стало зрозуміло, що операція «Оверлорд» не може бути проведена в 1943 році, було погоджено використовувати сили в Північній Африці для вторгнення на Сицилію, без жодних зобов'язань щодо будь-яких подальших операцій на цьому театрі війни. Об'єднаний штаб союзників(AFHQ) відповідав за всі сухопутні сили союзників на Середземноморському театрі дій і саме він планував і керував вторгненням на Сицилію та материкову частину Італії.
Коли стало зрозуміло, що в 1943 році вторгнення до Західної Європи неможливо, союзники дійшли згоди про проведення операції «Хаскі» — вторгнення на італійський острів Сицилію в «Хаскі», але без будь-яких планів наступних операцій на Середземноморському театрі. Проте Рузвельт і Черчилль визнали необхідність продовження західними союзниками взаємодії з державами Осі в період після завершення успішного «Хаскі» і до початку «Оверлорда» в Північно-Західній Європі. Дискусія тривала під час третьої вашингтонської конференції «Тризуб» у травні, але лише наприкінці липня, після того, як прояснився хід кампанії на Сицилії та був повалений режим Беніто Муссоліні, Об'єднаний комітет начальників штабів дав вказівку генералу Дуайту Д. Ейзенхауеру, головнокомандувачу союзників на Середземноморському театрі, розпочати вторгнення на материкову частину Італії якнайшвидше.

### Планування
За задумом плану операції з вторгнення до континентальної Італії основне ударне угруповання союзників висаджувалося за планом «Аваланч» поблизу Салерно на західному узбережжі Тірренського моря. Дві допоміжні висадки здійснювалися у Калабрії (операція «Бейтаун») та в Таранто (операція «Слепстік»).
За планом мала статися основна висадка 5-ї армії союзників під командуванням генерал-лейтенанта М.Кларка. До складу головних сил входили американський VI корпус генерал-майора Е.Доулі та британський X корпус лейтенант-генерала Р.Маккрірі. 82-га повітрянодесантна дивізія перебувала в резерві, в готовності до висадки парашутним способом у разі необхідності. Загалом сили союзників налічували 8 дивізій та 2 бригади. Головним завданням було створення плацдарму, захоплення стратегічно важливого морського порту Неаполь, і просування далі на схід до адріатичного берега, з метою розсікти країну навпіл, відрізаючи в такий спосіб німецькі та італійські формування південніше смуги прориву від головних сил.
Для виконання завдань з висадки трьох морських десантів військово-морські сили зосередили 627 бойових, транспортних та десантних кораблів і суден під єдиним командуванням віцеадмірала Г.Г´юїтта. Зважаючи на негативні наслідки повітряного прикриття силами авіації наземного базування при висадці на Сицилію, союзники сформували авіаносне З'єднання V, що мало у своєму складі «Унікорн» та чотири ескортні авіаносці під прикриттям крейсерів «Філадельфія», «Саванна», «Бойсе» та 14 есмінців. Для виконання завдання з вогневого прикриття морського десанту залучалося З'єднання Н, з чотирьох британських лінкорів та двох авіаносців, що безпосередньо підпорядковувалися командувачу Середземноморським флотом адміралу флоту серу Е.Каннінгему.

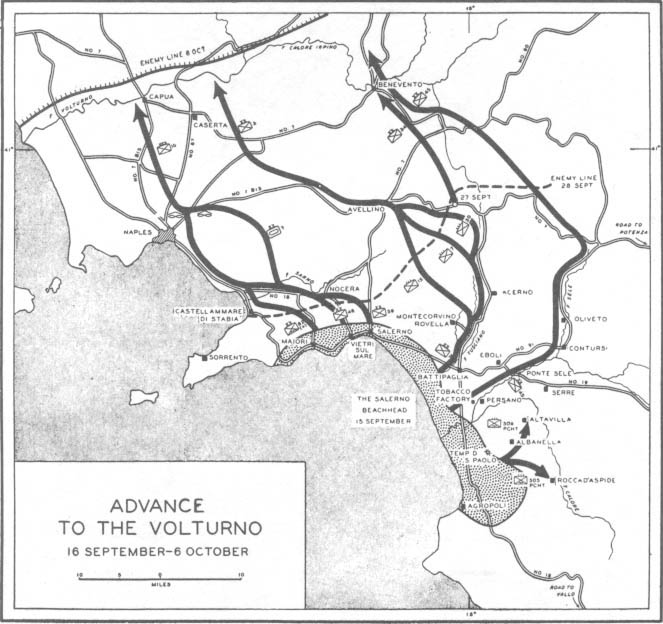
Карта бойових дій після висадки союзників на плацдармі Салерно. 16 вересня — 6 жовтня 1943 року

Однак, план споконвічно був надзвичайно недосконалий та непродуманий. 5-та американська армія мала висадитися на дуже широкому фронті у 60 км, використовуючи лише три дивізії першого ешелону, і два корпуси були розділені як відстанню, так і річкою на стику смуги вторгнення. Крім того, місцевість була дуже сприятливою для оборонців. Сили рейнджерів армії США під командуванням полковника Вільяма Орландо Дарбі, що складалися з трьох батальйонів рейнджерів і двох загонів британських командос, мали завдання утримувати гірські перевали, що ведуть до Неаполя, але не існувало плану з'єднання сил рейнджерів із наступними підрозділами X корпусу. Нарешті, генерал Кларк наказав не проводити підготовче артилерійську підготовку з моря, побоюючись, що фактор несподіванки буде втрачений.
До того ж, плани висадки повітряних десантів для підтримки висадки в Салерно з моря розроблялися й мали кілька варіантів, утім усі вони були скасовані. Початковий план висадки військ планерами на гірських перевалах півострова Сорренто на північ від Салерно також був скасований 12 серпня.
Планування «Аваланч» здійснювалось у найкоротші терміни — за 45 діб і несло чимало ризиків при реалізації задуму операції. По-перше, союзники виділили лише половину від тої чисельності сил, що висаджувалася в Сицилії, сподіваючись на легке захоплення плацдарму. По-друге, на величезному фронті висадки за даними розвідки їм мали протистояти близько шести німецьких дивізій. На противагу, ударне угруповання морського десанту включало лише три повноцінні дивізії від 5-ї армії: американська 36-та піхотна генерал-майора Ф.Волкера з VI корпусу та дві британські піхотні від X корпусу — 46-та Дж. Гоукесворта та 56-та майор-генерала Д.Грема. По-третє, плацдарми союзників відстояли на відстані 19 км один від одного, та більш того, їх роз'єднувала річка Селе. Для прикриття флангів між плацдармами генерал М.Кларк не планував виділяти частку сил, і із запізненням віддав розпорядження прикрити стик між ними двома батальйонами. У четвертих, сама місцевість повністю була на боці тих, що тримав оборону.

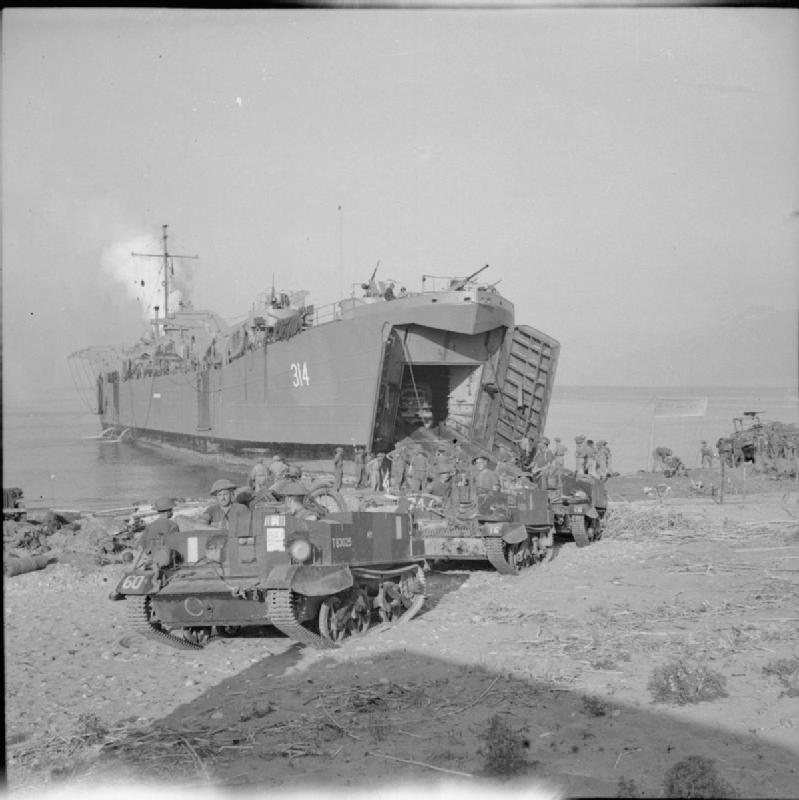
Британські підрозділи 46-ої піхотної дивізії висаджуються на бронетранспортерах Universal Carrier з транспортних суден типу LST на плацдармі Салерно. Вересень 1943

## Висадка

### Перший день битви
9 вересня 1943 року відповідно до плану розпочалась основна частина вторгнення союзників. 5-та американська армія висаджувалася без попередньої вогневої підготовки, намагаючись зберегти ефект раптовості операції, однак, згодом виявилось, що це зіграло на руку німецьким військам. Більш того, вже на етапі вторгнення були виявлені мінні поля на підходах до Салерно, тому десантно-висадковим засобам довелося здійснювати 19-кілометрові переходи для висадки солдатів на берег від транспортних суден. Коли перша хвиля на чолі з командиром 36-ї американської піхотної дивізії наблизилась до берега з укріплених позицій німців через гучномовець англійською мовою було сказано: «Виходьте та здавайтеся. Ми вас накриємо». Але союзний десант розпочав атаку з ходу.
Силами противника в районі висадки союзного десанту керував командир 16-ї танкової дивізії генерал-майор Рудольф Зікеніус, який розбив з'єднання на чотири змішані бойові групи та розосередив їх по периметру ймовірного плацдарму на вигідних напрямках. Група «Дорнеманн» перебувала східніше Салерно та протистояла 46-ій британській дивізії генерал-майора Дж. Гоуксворта. Група «Штемпель» утримувала позиції між Понтеканьяно та Баттіпалья, на її ділянці висаджувалася 56-та піхотна дивізія британського генерала Д.Грема. Бойова група «Голті» перебувала у резерві дивізії та мала район зосередження поблизу Персано на річці Селе, цей район припадав саме на стик зони висадки між британським X та американським VI корпусами. Ще одна група «фон Дорінг» мала сектор відповідальності між Альбанелла та Рутіно південно-східніше Ольястро; на цьому напрямку знаходилися плацдарми американської 36-ї піхотної дивізії.

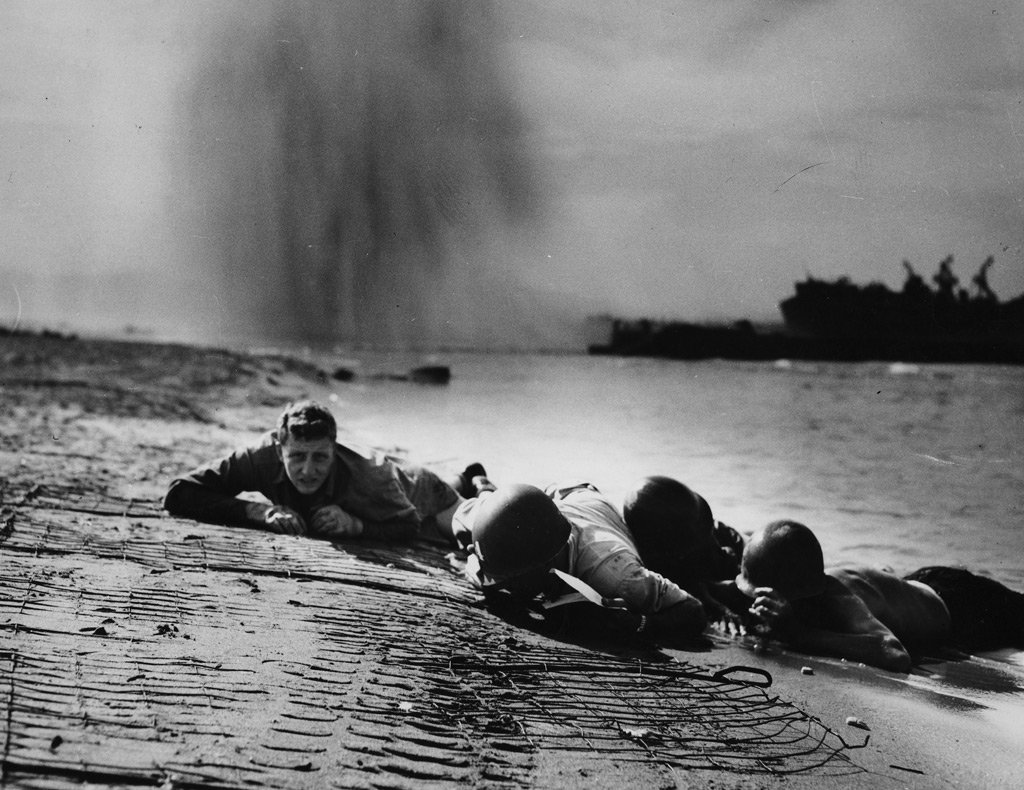
Союзні солдати під ударами авіації Люфтваффе по плацдарму біля Салерно. Вересень 1943

Висадка британського X корпусу лейтенант-генерала Р.Маккрірі, що мала в першій хвилі вторгнення передові підрозділи 46-ї та 56-ї дивізій, а також легкі загони американських рейнджерів і британських командос 2-ї бригади спеціальної служби бригадира Р. «Лакі» Лейкока, пройшла в різному форматі. Отже, висадка рейнджерів і загонів No. 2 і No. 41 (морської піхоти) британських командос відбулась практично без стрілянини та майже без втрат. Американці за підтримки вогню британського есмінця «Ледбері» доволі швидко захопили перевали в горах, британці опанували й утримали висоти поздовж основних доріг, що вели з Салерно до Неаполя. На світанку командос загону No. 2 вирушили на Салерно і в короткій сутичці відбили невеликий підрозділ на танках і бронеавтомобілях німецького 16-го танкового розвідувального батальйону. Після швидкоплинного, але запеклого бою, що коштував їм втрати дев'ятьох вбитих та 37 поранених, командос No. 40 та No. 41 захопили Салерно.
Разом з цим, просування основних сил морського десанту не було настільки результативним та легким, як у спецназу. Дві британські піхотні дивізії наразилися на добре організований та ефективний опір німців. Командування 16-ї дивізії створило багатошарову систему вогню, тому, незважаючи на підтримку корабельної артилерії, англійським солдатам було складно прорватися по відкритій місцевості від урізу води, долаючи протидесантні перешкоди під вогнем противника до першої лінії оборони вермахту. На подолання цих перешкод британським командирам знадобилося багато часу; здійснюючи маневр силами та засобами та ціною серйозних жертв вони врешті закріпилися на берегу, але через значний спротив не змогли відразу розвинути успіх та з'єднатися з американцями, що висадилися південніше.
Перші два батальйони 141-го та 142-го піхотних полків 36-ї техаської дивізії також висаджувалися під щільним вогнем підрозділів бойової групи «фон Дорінга», що тримали оборону на цьому напрямку. Коригувальники, які розмістилися на узвишшях Монте Сопрано, керували наведенням артилерійського вогню по десантно-висадочних засобах американців, які наближалися до берегової лінії. Через інтенсивний та влучний вогонь противника частка LCT та DUKW змушено відвернули та відступили від плацдарму. Дивізія не мала ніякого бойового досвіду і напередодні операції серед солдатів панували настрої, що через те, що Італія капітулювала, висадка відбудеться легко без значних складностей. Тому 141-й полк не зміг виконати бойове завдання, на пляжі панувала паніка, розгублений особовий склад метався під вогнем німців, шукаючи укриття; внаслідок чого важка техніка не була доставлена на берег. Водночас, командування 142-го полку проявило більше організованості та рішучості й змогло опанувати плацдарм і забезпечити висадку на нього підрозділів 143-го піхотного полку, який з 08:00 йшов у другому ешелоні сил вторгнення. Сумісними зусиллями ці два полки вибили німців з їхніх позицій та рубежів та міцно закріпитися. До 09:00 ранку тральщики прочистили проходи в мінних полях біля берега і есмінці стали підходити на відстань до 100 метрів та вести прицільний вогонь по опорних пунктах вермахту. Крейсери «Філадельфія» і «Саванна» тим часом стрільбою зі своїх гармат 150-мм калібру ставили загороджувальний вогонь перед колонами танків та бронетехніки німців, що спробували прорватися на пляж та знищити ворожий десант.

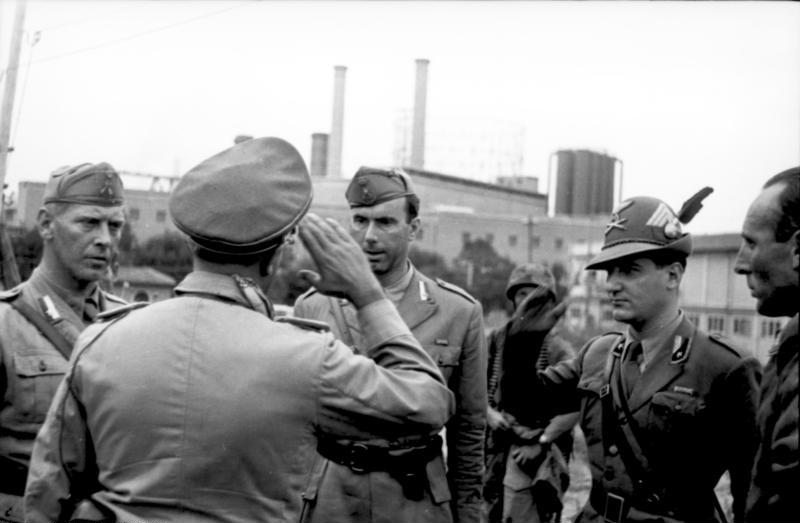
Італійські офіцери 12-ї піхотної дивізії «Сассарі», захоплені в полон німецькими десантниками, ведуть переговори з представником Вермахту. Вересень 1943

До кінця першого дня битви, 5-та армія не змогла виконати усі завдання, але в цілому висадка пройшла успішно. Британські війська силами двох штурмових дивізій прорвалися на відстань до 8-11 км, їхні спеціальні війська заглибилися ще далі та вийшли до неапольської долини. 36-та американська дивізія міцно зачепилася на правому березі річки Селе, частиною сил просунулася на глибину до 8 км; хоча її 141-й полк зав'яз на береговій лінії й не зміг прорватися далі.
Командир XIV танкового корпусу генерал Г.Бальк з'ясував, що в цілому план оборонної операції виконується, бойові групи продовжують діяти, як це планувалося раніше, та віддав наказ на висування до плацдарму вторгнення свіжих сил: дивізії 1-ї парашутно-танкової «Герман Герінг» і 15-ї панцегренадерської. Згодом розпорядження на вихід до місця боїв біля Салерно отримав командир 29-ї панцергренадерської дивізії LXXVI танкового корпусу.
Після 04:00 ранку 9 вересня перші літаки Люфтфваффе розпочали штурмовку та бомбардування передових підрозділів союзників, що висадилися на берег. Їхні нальоти тривали періодично, доки частини X корпусу не захопили аеродром Монтекорвіно, на відстані 5 км від берега, та не знищили на землі близько 35 німецьких літаків. Однак, захопити навколишні висоти, що панували над злітною смугою, британці не змогли, тому незабаром німецька артилерія розпочала інтенсивно обстрілювати втрачене летовище, запобігши можливості союзної авіації сісти на поле.

### Бої за розширення плацдармів
Протягом наступних трьох днів, намагаючись зміцнити свої позиції, союзники вели бої за утримання та розширення плацдармів. Разом з цим, німецьке командування проводило систематичні обстріли та всіляко чинило опір, прикриваючи в такій спосіб свою головну мету — зосередження резервів для проведення потужного контрудару по ворожому угрупованню на плацдармі. 10 вересня генерал М.Кларк прибув до військ, які висадилися, й оцінивши обстановку на місцевості, дійшов висновку, що X британський корпус навряд чи зможе прорвати оборону противника на східному краю плацдарму й з'єднатися з VI американським корпусом. Для укріплення стику між об'єднаннями, він вирішив посилити шляхом маневру лівий фланг американського корпусу кістяком 45-ї дивізії Т.Міддлтона. На північний фланг він висунув зведений загін силами до батальйону, який мав посилити підрозділи рейнджерів.
Тим часом, німці поступово проводили потайливе перегрупування сил і зосередження їх у районах переходу в контратаку. Зі знов прибулих формувань утворювалися штурмові групи та загони. До 13 вересня усі бойові елементи бойового порядку вермахту були готові до початку контрнаступальних дій.
З боку союзників ситуація була набагато складніша. План висадки через постійний вплив з боку противника порушувався, на берег прибули не всі заплановані підрозділи, й тим більш, не вся важка та особливо бронетанкова й інженерна техніка була перевезена на плацдарм. На вечір 12 вересня англо-американському угрупованню вже не вистачало сил для активних подальших дій.
12 вересня командувач 15-ї групи армій генерал сер Г.Александер доповідав начальнику Імперського генерального штабу генералу серу А.Бруку в Лондон: «Я вкрай незадоволений ситуацією з операцією „Аваланч“. Зосередження військ триває повільно і наші сили притиснути до моря, плацдарми не мають достатньої глибини для концентрації. Всі зусилля зосереджені тільки на поставках на берег частин та майна. Я очікую на неминучий потужний контрнаступ німців».

### Німецький контрнаступ
13 вересня німці розпочали свою контрнаступальну операцію, намагаючись одним потужним ударом розчавити та скинути ворожий десант у море. Бойові групи дивізії «Герман Герінг» першими ударили по північному флангу плацдарму, однак головний удар завдавався на найслабкішій ділянці — на стику між британським та американським корпусами, що проходив від Баттіпаджіа до моря. Зразку 13 числа підрозділи 36-ї дивізії генерал-майора Волкера вели наступ на Альтавілла та успішно захопили його, але під ударами німецьких військ були змушені відступити на вихідні рубежі. Ближче до полудня дві бойові групи «Кляйне Лімбург» та «Крюгер» атакували Персано та розбили 1/157-го піхотного полку, форсували з ходу Селе та вступили в бій з другим ешелоном — 2/143-го полку, який незабаром також відступив.
Наступ бойових групи німецьких військ проводився одночасно також з південного та південно-західного напрямків, унаслідок успішного просування їхні передові підрозділи змогли потіснити англо-американські війська та з'єднатися поблизу злиття річок Селе та Калоре. Тут їх наступ був зупинений зібраними поспіхом генералом Волкером тиловими підрозділами за підтримки вогню вогнем польової та корабельної артилерій флоту.
Ситуація для союзних військ стала настільки критичною, що командування почало розробляти плани на евакуацію своїх сил з плацдарму. Однак, проаналізувавши обстановку, урешті-решт генерал М.Кларк призупинив процедуру відходу та зосередився на організації відсічі німецького контрнаступу.

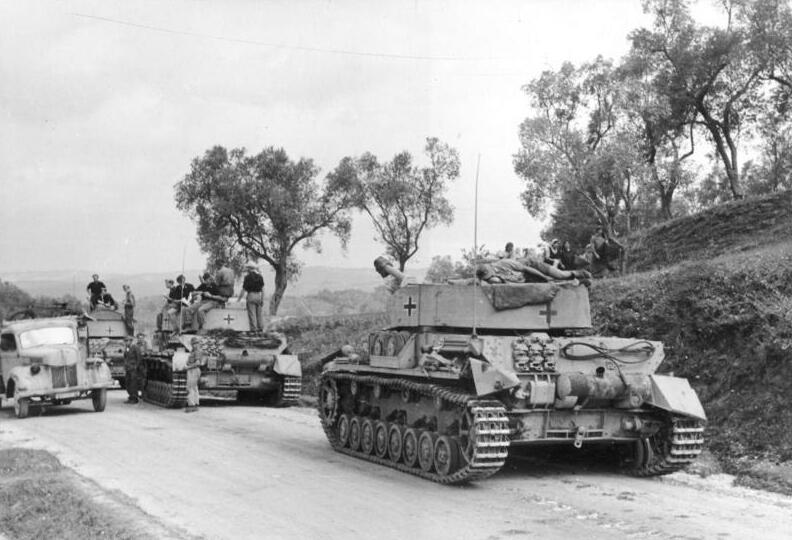
Німецькі танкові підрозділи в Італії. 1943

VI корпус генерала Е.Доулі практично втратив на цей час свої найбоєздатніші батальйони, що тримали оборону на передовій, і командир змушений був віддати наказ про відхід на поспіхом створені запасні рубежі оборони. 45-та піхотна дивізія відступила до злиття Селе-Калоре і перейшла до утримання цього району, водночас 36-та зайняла на прибережних пагорбах біля струмка Ла Касо позиції.
На допомогу цим дивізіям ввечері 13 числа був скинутий десант з 1300 парашутистів 504-го парашутного полку 82-ї дивізії генерал-майора М.Ріджвея. Замість бойового стрибка в тил противника за планом операції «Джаянт II», коли союзне командування планувало прорив до Капуї, американські десантники висадилися безпосередньо на пляжі Салерно й зайняли оборонні позиції на правому фланзі VI корпусу.
Наступної ночі, коли криза розгрому морського десанту вже промайнула, 2100 американських десантників 505-го полку полковника Дж. Гевіна висадилися парашутним способом для посилення основного угруповання. Опівдні 14 вересня 180-й піхотний полк висадився на плацдарм, на фоні ситуації, що відносно стабілізувалася, і М.Кларк не став кидати його в бій, а вивів до резерву. 15 вересня 325-й планерно-десантний полк посилений 3-м батальйоном 504-го полку висадився з моря й зосередився у визначеному районі.
Спроба нічного парашутного десанту з 600 осіб 509-го парашутного полку поблизу Авелліно, котрі мали перерізати лінії комунікацій та ймовірні шляхи маневру німецьких резервів, провалилася. Десант розсіяний в темряві над італійськими полями та пагорбами, зазнав великих втрат і завдання виконати не спромігся.
Незабаром, на ділянці британського X корпусу почали висадку перші підрозділі 7-ї бронетанкової дивізії майор-генерала Дж. Ерскіна та 23-ї бронетанкової бригади.
14 вересня, реорганізувавши оборону на плацдармі та отримавши підкріплення з моря та повітря, союзники підготувалися до відбиття удару противника в найуразливішому місті їхньої оборони. За підтримки вогню корабельної артилерії головних калібрів, потужної авіаційної підтримки авіації А.Теддера, що скинула за добу понад 1 000 тонн авіаційних бомб, англо-американські війська відбили німецьку атаку.
15 вересня 16-та танкова та 29-та панцергренадерська дивізії, зазнавши величезних втрат у живій силі та техніці, перейшли до оборони. Північніше група «Швальц» дивізії «Герман Герінг» досягла більшого успіху, атакувавши 128-му гемпширську бригаду 46-ї дивізії, що оборонялася на пагорбах східніше Салерно.
15 вересня А.Кессельрінг доповів Головнокомандуванню вермахту про те, що тотальна перевага противника в повітрі та на морі змусила його віддати наказ LXXVI танковому корпусу перейти до оборони й загальний стан справ лежить на успішності дій XIV корпусу генерала танкових військ Г.Балька, який щойно перейшов у наступ. Якщо атака западе, 10-та армія змушена буде припинити свій наступ та, уникаючи розгрому, організовано відступити на підготовлені рубежі.
16 вересня група «Шмальца» здійснила останню спробу прорвати позиції на фронті оборони X британського корпусу, але невдало. В цьому бою загинув 31-річний капітан Г.Веллслі, герцог Веллінгтонський з 2-го загону британських командос. На морі німці також провели завзяту атаку, їхні Do 217 K-2 з радіокерованими бомбами, що планерують, Fritz X, уразили лінкор «Ворспайт»

### Відступ німців
16 вересня генерал фон Фітингоф доповів фельдмаршалу А.Кессельрінгу, що панування противника в повітрі та потужна підтримка з моря негативно впливають на спроможність німецьких військ битися, а він не має засобів нейтралізувати цей вплив. Разом з цим, вмілі дії військ вермахту зірвали спробу противника розсікти 10-ту армію і зберегли свої сили, але подальші плани оборонятися на цих рубежах тільки призведуть до великих втрат. 8-ма армія Б.Монтгомері вже становить серйозну загрозу для його військ. Тому фон Фітінгоф просив дозволу вивести свої з битви та 18-19 вересня провести організований відступ на підготовлені оборонні рубежі. 17 числа фельдмаршал задовольнив його плани.

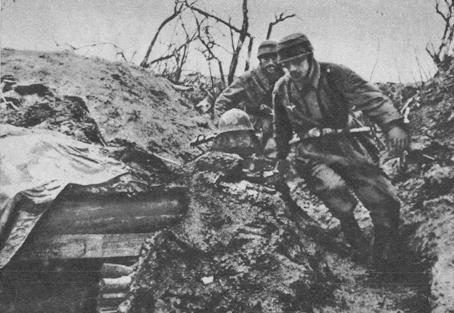
Німецькі парашутисти в боях за Салернський плацдарм. Вересень 1943

### Бунт у Салерно
Під час боїв біля Салерно стався унікальний випадок у британській військовій історії, пізніше відомий як Салернський бунт. Основною причиною протесту стало те, що майже 500 солдатів британського X армійського корпусу відмовилися виконувати наказ на відрядження для подальшого проходження служби в інші частини в ролі маршового поповнення. 16 вересня вони отримали розпорядження на призначення в інші частини, а переважна більшість з них дістала поранень під час Північноафриканської кампанії й категорично відмовлялася переводитися до інших підрозділів. Вони наполягали на тому, що мають право повернутися до своїх бойових товаришів, з якими билися пліч-о-пліч у Африці. Врешті-решт командир X корпусу, який зазнав втрати 6 000 осіб, лейтенант-генерал Р.Маккрірі переконав половину з тих, що протестували, виконати наказ, а тих, хто відмовився, віддали під трибунал. 3 сержанти були засуджені військово-польовим судом до смертної кари, але вирок не був приведений у дію, пізніше їх просто повернули до строю.

## Підсумок
10-та німецька армія ледве не перемогла в битві й не скинула союзний десант з плацдарму в Салерно в море. Грамотно організована оборона узбережжя силами 16-ї танкової дивізії та активні дії її бойових груп з утримання позицій дозволили німецькому командуванню виграти час та провести зосередження резервів біля зони висадки швидше ніж командування 5-ї армії змогло висадити свої війська на берег. Німці були на межі перемоги. При плануванні висадки керівництво 5-ї армії не очікувало на такий затятий опір противника й планами передбачалося зосередити основні зусилля на лівому фланзі X корпусу для того, щоб розвинути звідсіля наступ на Неаполь. Правий фланг виявися слабким, а стик між двома корпусами був практично беззахисним.
Усвідомлюючи про наближення з півдня 8-ї британської армії, що висадилася в Калабрії та в Таранто, та обмеженість часу на боротьбу з десантом, німецьке командування було поставлено перед необхідністю вживати невідкладних заходів щодо проведення атак, намагаючись якомога швидше скинути англо-американські війська з плацдарму в море. Їхня позиція була ще більш складною за умови повного панування союзної авіації в повітрі та наявності потужного флоту біля узбережжя.
До того ж на руку Союзному командуванню зіграло те, що на думку вищого керівництва Третього Рейху, оборона південніше Рима не має стратегічної важливості й не варто витрачати свої ресурси на битву з союзниками за межами підготовлених свого часу оборонних ліній. В результаті, А. Кессельрінгу було заборонено викликати з півночі Італії резерви. 6 листопада 1943 року А.Гітлер призначив генерал-фельдмаршала Е.Роммеля головним інспектором з перевірки німецьких оборонних заходів у Західній Європі, відповідно А.Кессельрінг перейняв на себе усю відповідальність за ведення бойових дій в Італії.

## Відео
- Operation Avalanche -Salerno1943.wmv
- Operation Avalanche — Gli Alleati a Salerno